# Долішній Чифлик
Долішній Чифли́к (болг. Долни чифлик) — місто в Варненській області Болгарії. Адміністративний центр общини Долішній Чифлик.

## Населення
За даними перепису населення 2011 року у місті проживали 6644 особи.
Національний склад населення міста:
| Національність   | Кількість осіб | Відсоток |
| ---------------- | -------------- | -------- |
| болгари          | 4213           | 80,9 %   |
| турки            | 592            | 11,4 %   |
| цигани           | 56             | 1,1 %    |
| інша             | 140            | 2,7 %    |
| не визначились   | 209            | 4,0 %    |
| Всього відповіли | 5210           |          |

Розподіл населення за віком у 2011 році:
Динаміка населення: